# Pandanus erinaceus
Pandanus erinaceus är en enhjärtbladig växtart som beskrevs av Benjamin Clemens Masterman Stone. Pandanus erinaceus ingår i släktet Pandanus och familjen Pandanaceae. Inga underarter finns listade.